# Trochoderma elegans
Trochoderma elegans is een zeekomkommer uit de familie Myriotrochidae.
De wetenschappelijke naam van de soort werd in 1877 gepubliceerd door Johan Hjalmar Théel.